# Eugen Ketterl

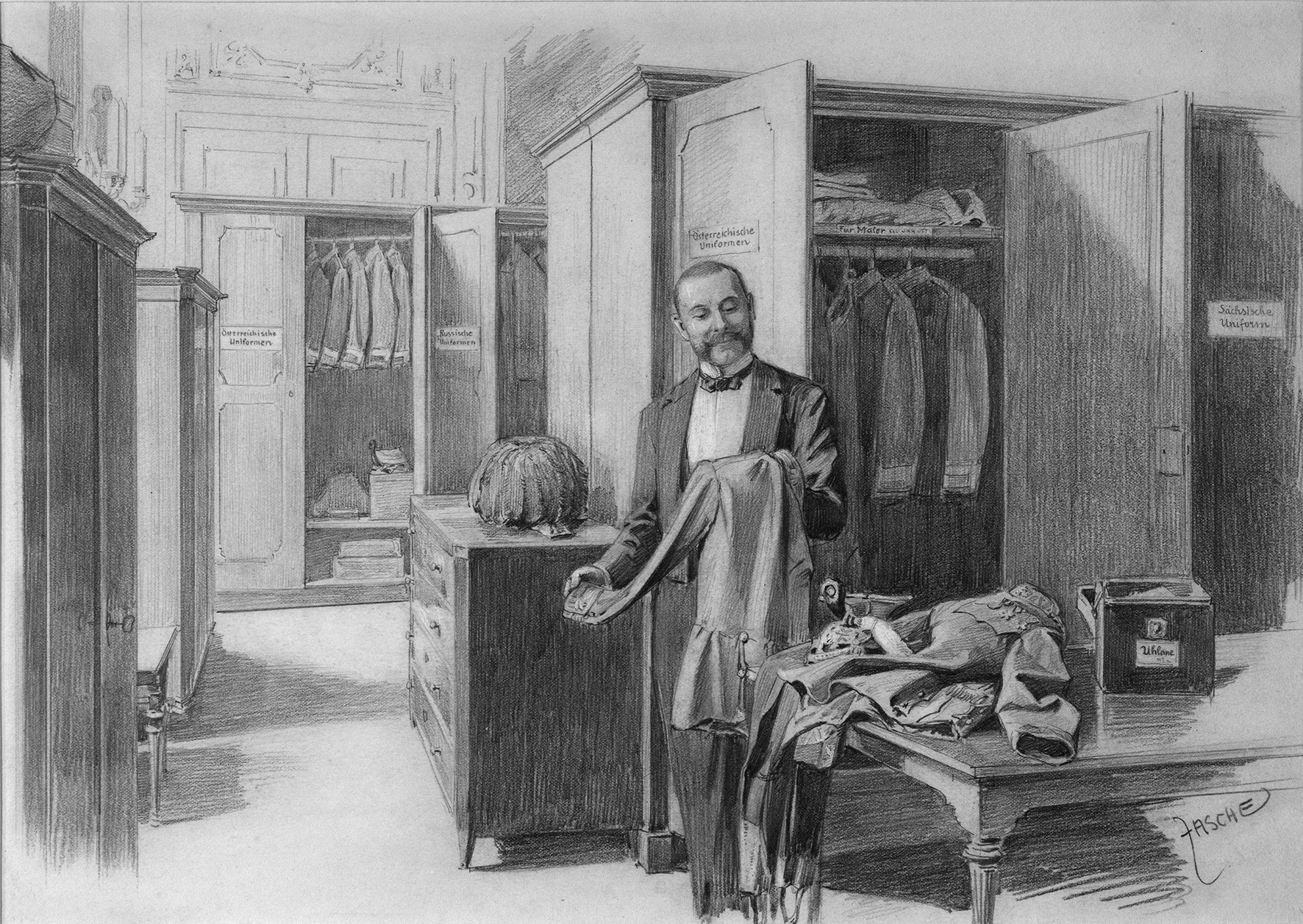
Der Kammerdiener Eugen Ketterl (Zeichnung von Theodor Zasche)

Eugen Ketterl (* 7. Oktober 1859 in Wien; † 11. Oktober 1928 ebenda) war der letzte Kammerdiener von Kaiser Franz Joseph I. Diese Funktion bekleidete er 22 Jahre lang, bis zum Tod des Monarchen am 21. November 1916.

## Tätigkeit
Ketterl begann seine Tätigkeit am Wiener Hof als Servierkraft an der Hoftafel. 1894 wurde er in die kaiserliche Kammer berufen und ihm das Amt des Leibkammerdieners des Kaisers angetragen, welches er sofort annahm. In den folgenden Jahren wurde Ketterl zu einem unverzichtbaren Mitarbeiter Franz Josephs. Er kümmerte sich nicht nur um Körperpflege und Garderobe des Kaisers, sondern ließ ihm auch Zeitungsartikel zukommen, die ansonsten vor dem Monarchen ferngehalten wurden. Nach dem Tod seines Herrn und dem Zerfall der Monarchie schrieb Ketterl ein Buch über seine Tätigkeit im Dienste des Monarchen, welches 1929 erschien.
Eugen Ketterl wurde am Wiener Zentralfriedhof beerdigt (Gruppe 47 B, Reihe 11, Nr. 7).
Im Film 1914, die letzten Tage vor dem Weltbrand aus dem Jahr 1931 wurde Ketterl von Karl Gerhardt verkörpert.